# Fred Musobo
Fred Musobo (* 12. August 1996) ist ein ugandischer Leichtathlet, der sich auf Langstrecken- und Crossläufe spezialisiert hat. 2015 wurde er Weltmeister im Berglauf.

## Sportliche Laufbahn
Fred Musosbo trat erstmals 2015 in internationalen Wettkämpfen in Erscheinung. Im März nahm er im U20-Rennen an den Crosslauf-Weltmeisterschaften in Guiyang teil, das er auf dem neunten Platz beendete. Zu Beginn seiner Karriere stand er großen Problemen in seiner ugandischen Heimat gegenüber. So wurde er vor den Crosslauf-Weltmeisterschaften bei einer Revolte verletzt und nach seiner Rückkehr aus China das Haus seiner Familie zerstört. Zudem war er regelmäßig Todesdrohungen ausgesetzt. Mitte September trat er in der walisischen Kleinstadt Betws-y-Coed bei den Berglauf-Weltmeisterschaften an. Dabei konnte er sich nach insgesamt 13 Kilometern und 720 überwundenen Höhenmetern zum Weltmeister krönen. Zwei Jahre später trat er in Premana zum zweiten Mal bei Berglauf-Weltmeisterschaften an. Diesmal erreichte er nach 13 Kilometern und 860 Höhenmetern auf dem Bronzerang das Ziel. 2018 trat Musobo in seinen ersten Wettkämpfen über die Marathondistanz an, wobei er beim Marathon von Mailand den vierten Platz belegte. Im Oktober stellte er in Cardiff mit 1:01:08 h seine persönliche Bestleistung im Halbmarathon auf. 2019 belegte er den dritten Platz beim Marathon von Daegu mit neuer Bestzeit von 2:06:56 h. Im Marathon trat er im Oktober auch bei den Weltmeisterschaften in Doha an, den er nach 2:13:42 h auf dem 13. Platz beendete.
2021 qualifizierte sich Musobo zum ersten Mal für die Olympischen Sommerspiele und ging Anfang August in Sapporo auf der Marathondistanz an den Start. Nach 2:18:39 h erreichte er auf Platz 44 das Ziel. 2022 nahm er in den USA zum zweiten Mal an den Weltmeisterschaften teil, kam im Marathon allerdings nicht über Platz 40 hinaus.
Musobos Traum stellt der Gewinn einer Medaille bei Olympischen Spielen dar. Er zählt seine Landsleute Joshua Cheptegei und Stephen Kiprotich zu seinen sportlichen Vorbildern. Heute lebt und trainiert er in Siena.

## Wichtige Wettbewerbe
| Jahr               | Veranstaltung                    | Ort                | Platz              | Disziplin          | Zeit               |
| Startet für Uganda | Startet für Uganda               | Startet für Uganda | Startet für Uganda | Startet für Uganda | Startet für Uganda |
| ------------------ | -------------------------------- | ------------------ | ------------------ | ------------------ | ------------------ |
| 2015               | Crosslauf-Weltmeisterschaften    | Guiyang            | 9.                 | U20-Rennen         | 24:10 min          |
| 2015               | Berglauf-Weltmeisterschaften     | Betws-y-Coed       | 1.                 | Berglauf (13 km)   | 49:00 min          |
| 2017               | Berglauf-Weltmeisterschaften     | Premana            | 3.                 | Berglauf (13 km)   | 53:57 min          |
| 2018               | Halbmarathon-Weltmeisterschaften | Valencia           | 20.                | Halbmarathon       | 1:01:38 h          |
| 2019               | Weltmeisterschaften              | Doha               | 13                 | Marathon           | 2:13:42 h          |
| 2021               | Olympische Sommerspiele          | Tokio              | 44.                | Marathon           | 2:18:39 h          |
| 2022               | Weltmeisterschaften              | Eugene             | 40.                | Marathon           | 2:13:58 h          |

## Persönliche Bestleistungen
Freiluft
- 5000 m: 13:43,83 min, 23. Mai 2015, Oordegem
- Halbmarathon: 1:01:08 h, 7. Oktober 2018, Cardiff
- Marathon: 2:06:56 h, 7. April 2019, Daegu